# Рокамаре (Гросето)
Рокамаре (итал. Roccamare) је насеље у Италији у округу Гросето, региону Тоскана.
Према процени из 2011. у насељу је живело 107 становника. Насеље се налази на надморској висини од 11 м.